# WTA Costa do Sauípe
Das WTA Costa do Sauípe (offiziell: Brasil Open) war ein Damen-Tennisturnier der WTA Tour, das in der Stadt Costa do Sauípe in der Nähe von Salvador da Bahia, Brasilien, ausgetragen wurde.
Es war Nachfolger des WTA-Turniers von São Paulo.

## Siegerliste

### Einzel
| Jahr | Siegerin            | Finalgegnerin    | Ergebnis      |
| ---- | ------------------- | ---------------- | ------------- |
| 2001 | Monica Seles        | Jelena Dokić     | 6:3, 6:3      |
| 2002 | Anastassija Myskina | Eleni Daniilidou | 6:3, 0:6, 6:2 |

### Doppel
| Jahr | Siegerinnen                         | Finalgegnerinnen                | Ergebnis       |
| ---- | ----------------------------------- | ------------------------------- | -------------- |
| 2001 | Amanda Coetzer Lori McNeil          | Nicole Arendt Patricia Tarabini | 6:78, 6:2, 6:4 |
| 2002 | Virginia Ruano Pascual Paola Suárez | Émilie Loit Rossana de los Ríos | 6:4, 6:1       |